# Alpine Energy Stadium
L'Alpine Energy Stadium est un stade de la ville de Timaru en Nouvelle-Zélande à usage sportif multi-disciplinaire. Il est le plus souvent utilisé pour le rugby à XV.
La capacité du stade est de 12 000 places.

## Histoire
Le stade, existant depuis la fin du XIXe siècle, porte d'abord le nom de Fraser Park, avant d'être renommé Alpine Energy Stadium en 1995. Il retrouve son nom original en 2021.